# Chu Ťüe-wen
Chu Ťüe-wen (čínsky pchin-jinem Hú Juéwén, znaky 胡厥文; 7. října 1895 — 16. dubna 1989) byl čínský podnikatel a politik. Ve 20. a 30. průmyslník v Šanghaji, za čínsko-japonské války organizoval evakuaci průmyslu ze Šanghaje a okolí na jihozápad země. Roku 1945 byl jedním ze zakladatelů Čínského sdružení pro demokratickou národní výstavbu, po roce 1949 jedné z menších politických stran v Čínské lidové republice (ČLR). Po roce 1949 patřil k vedoucím představitelům Všečínské federace průmyslu a obchodu, v 60. letech byl místostarostou Šanghaje. Od poloviny 70. let zaujal vysoké politické funkce v Pekingu, a sice místopředsedy Všečínského shromáždění lidových zástupců (1975–1988), člena stálého výboru celostátního výboru Čínského lidového politického poradního shromáždění (1978–1983) a předsedy ústředního výboru Čínského sdružení pro demokratickou národní výstavbu (1979–1987).

## Život
Chu Ťüe-wen se narodil 7. října 1895 v okrese Ťia-ting v provincii Ťiang-su (od roku 1958 je Ťia-ting částí Šanghaje). Studoval mechaniku na Pekingské vysoké průmyslové škole a poté pracoval jako inženýr v Chanjangské železárně. Roku 1921 po prodeji své půdy založil a vedl továrnu na stroje Sin-min a dalších strojírenské, textilní a stavební podniky. Roku 1927 byl zvolen předsedou Šanghajské asociace strojírenského průmyslu a předsedou Šanghajského trhu s bavlněnými látkami.
V roce 1932 se ve spolupráci s politikem a spisovatelem Chuang Jen-pchejem podílel na založení spolku na podporu čínské armády a šanghajské ekonomiky a bezpečnosti ohrožené japonskou agresí. Jako reakci na japonskou invazi do Číny roku 1937 s dalšími průmyslníky organizoval evakuaci podniků ze Šanghaje a okolí do vzdálených jihozápadních provincií. V roce 1945 společně s Chuang Jen-pchejem, Š’ Fu-liangem a Čang Naj-čchiem inicioval založení Čínského sdružení pro demokratickou národní výstavbu (CDNCA) a jako jeden z jeho reprezentantů se v září 1949 se zúčastnil formulace společného programu a prvního plenárního zasedání Čínského lidového politického poradního shromáždění.
V Čínské lidové republice se stal členem finančního a ekonomického výboru ústřední lidové vlády (1949–1954) a východočínského vojensko-administrativního výboru (1949–1953), resp. východočínského administrativního výboru (1953–1954). V CDNCA byl roku 1952 zvolen členem stálého výboru a o tři roky později místopředsedou ústředního výboru; od založení Všečínské federace průmyslu a obchodu roku 1953 patřil mezi její vedoucí představitele. Roku 1954 byl zvolen poslancem Všečínského shromáždění lidových zástupců, poslancem zůstal šest volebních období až do roku 1988, přičemž od roku 1959 byl členem stálého výboru shromáždění. Také působil jako místopředseda šanghajského městského výboru lidového politického poradního shromáždění a v letech 1962–1967 jako místostarosta Šanghaje.
Za kulturní revoluce byl nucen odejít z veřejných funkcí, ale jinak nebyl pronásledován. Začátkem roku 1975 byl zvolen místopředsedou Všečínského shromáždění lidových zástupců, úřad vykonával tři volební období, do roku 1988. Současně v letech 1978–1983 vykonával funkci člena stálého výboru celostátního výboru Čínského lidového politického poradního shromáždění. Po obnovení činnosti Čínského sdružení pro demokratickou národní výstavbu, přerušené pod nátlakem aktivistů kulturní revoluce, byl roku 1979 zvolen předsedou ústředního výboru sdružení, kterým zůstal do roku 1987. Koncem 70. a v 80. letech patřil (jako jeden z takzvaných „pěti stařešinů“, vedle Žung I-žena, Chu C’-anga, Čou Šu-tchaoa a Ku Keng-jüa) k nekomunistickým bývalým průmyslníkům, kteří s podporou Teng Siao-pchinga svou autoritou a zkušenostmi pomáhali v zavádění ekonomických reforem.
Zemřel v Pekingu 16. dubna 1989 ve věku 94 let. Pohřben je na hřbitově Sung-che v Šanghaji.